# Hans Eberle
Hans Eberle (* 28. September 1925 in Ulm-Söflingen; † 2. April 1998) war ein deutscher Fußballspieler. Der Verteidiger bestritt ein B-Länderspiel für Deutschland, neun Amateurländerspiele und war Olympiateilnehmer 1952 in Helsinki.

## Laufbahn
Der „Rotschopf“ (benannt wegen seiner Haarpracht) aus dem Ulmer Stadtteil Söflingen war Vertragsspieler bei der TSG Ulm 1846 (1946–1953) und bei den Stuttgarter Kickers (1953–1957). Er bestritt insgesamt 241 Spiele (6 Tore) in der damaligen höchsten Spielklasse, der Oberliga Süd. In Ulm spielte er mit Toni Turek in einer Mannschaft, in der Abstiegssaison 1952/53 auch mit Alfons Remlein und Georg Lechner senior. Eberle absolvierte als einziger alle 30 Rundenspiele für Ulm. Von 1950 bis 1952 hatte er für Ulm in der 2. Liga Süd noch 67 Spiele mit einem Tor bestritten und war mit den „Spatzen“ 1952 wieder in die Oberliga Süd zurückgekehrt. Bei den Stuttgarter Kickers ließ er ab 1953 drei weitere Serien ohne Aussetzen bei einem Ligaspiel bis 1956 folgen. In der Offensive war Siegfried Kronenbitter der torgefährlichste Mitspieler. Nach der Runde 1956/57, die Kickers belegten den 14. Rang und Eberle hatte nochmals 23 Einsätze an der Seite von Rolf Geiger und Herbert Dienelt absolviert, beendete er seine Spielerkarriere.
Seine internationalen Einsätze in der Amateur- wie auch in der B-Nationalmannschaft hatte er in den Jahren 1952 und 1953 als Aktiver von Ulm 1846. Der außerordentlich einsatzfreudige, kampfkräftige und zuverlässige rechte Verteidiger bestritt die ersten neun ausgetragenen Länderspiele in der Geschichte der DFB-Amateure vom 14. Mai 1952 bis 13. Juni 1953. Höhepunkt war dabei die Teilnahme an den Olympischen Sommerspielen 1952 in Helsinki. Die von Bundestrainer Sepp Herberger trainierte Auswahl – Eberle war sein Spielführer – belegte den vierten Rang und erreichte damit die beste Platzierung in der Geschichte der Amateurnationalmannschaft bei den olympischen Fußballturnieren. Herberger setzte in allen vier Turnierspielen auf seinen Kapitän, dabei auch in den zwei Begegnungen gegen die A-Vertretungen von Jugoslawien und Schweden. Nach dem Turnier belohnte der Bundestrainer seine vier Olympiafahrer Eberle, Herbert Schäfer, Willi Schröder und Kurt Sommerlatt mit dem Einsatz am 9. November 1952 in Basel in der B-Nationalmannschaft beim Länderspiel gegen die Schweiz.
Nach seiner aktiven Karriere trainierte der „Alt-Internationale“ unter anderem die Stuttgarter Kickers (1963–1966) in der damaligen Zweitklassigkeit der Fußball-Regionalliga Süd und diverse höherklassige Amateurvereine wie die SpVgg Renningen, TSG Backnang, Stuttgarter SC oder auch den SV Bonlanden.
Hans „Ebo“ Eberle war bis zu seiner Pension 1990 Rektor der Grundschule in Stuttgart-Gaisburg, wo er seit 1953 tätig war.